# 大木浩司
大木 浩司（おおき こうじ、1973年11月12日 - ）はNHKのアナウンサー。血液型はO型。

## 人物
富山県高岡市出身。富山県立高岡高等学校を経て、法政大学社会学部を卒業後、1997年に入局。
鳥取放送局では、中野純一の後任として、放送部副部長を務めて以降、アナウンスの現場から離れていたが、富山放送局へ異動してからはアナウンス職に復帰した。その後、2023年7月より鹿沼健介の後任として、再びアナウンスグループ統括（副部長）を務めている。

## 現在の担当番組
- 富山県のニュース
- アナウンスグループ統括（2023年7月から）
- ぐるっと!〜富山〜（編集責任者）
- UPっぷ富山・きとラボ（編集責任者）
- ニュース富山人（編集責任者）
- ニュースとやま845（不定期）
- ニュースとやま645（不定期）
- 富山放送局制作番組の編集責任者
- 緊急報道（富山放送局発）

## 過去の担当番組
福井放送局時代
- 福井県内のニュース・気象情報・中継等

津放送局時代
- 三重県内の中継等

東京アナウンス室時代（2004年度 - 2005年度）
- NHK BSニュース（2004年4月 - 2005年3月）
- こんにちはいっと6けん キャスター（2005年4月 - 2006年3月）

水戸放送局時代（2006年度-2010年7月）
- いばらきわいわいスタジオ（司会、2006年4月 - 2009年3月）
- ニュースワイド茨城（司会、2009年4月 - 2010年3月）
- 金曜茨城スペシャル（司会、2010年4月 - 2010年6月）
- 茨城県内のニュース・気象情報等

広島放送局時代（2010年8月-2014年7月）
- ぶち☆なま
- お好みワイドひろしまキャスター（高山哲哉の夏季休暇に伴う代行）（2011年8月15日 - 19日・2012年8月13日 - 17日）
- 広島平和記念式典（ラジオ第1：2013年8月6日）（進行）
- おはようちゅうごく（中国地方ローカル）キャスター（2013年4月 - 2014年3月）
- 広島県・中国地方内のニュース・気象情報等

鳥取放送局時代（2014年8月-2018年6月）
- 鳥取県内のニュース・気象情報等
- 放送部副部長（2015年6月-2018年6月）
- ニュースウオッチ9 ニュースリーダー（福井慎二の夏休みによる代行）（2014年9月1日 - 12日）
  - 22:50 - 22:55の関東甲信越ローカルニュース（福井慎二の夏休みによる代行）（2014年9月1日 - 11日）
- ひるまえ直送便・鳥取（編責）
- いちおしNEWSとっとり（編責）
- 鳥取放送局制作番組の編責

富山放送局時代（2021年7月-）
- ラジオ100年プロジェクト キクコトノミライ（R1・ラジオ第一）　リモート出演によるゲスト（2023年1月20日）[2]。
- さらさらサラダ・富山（編責）